# Sven Erlander
Sven Erlander (Halmstad, 25 maggio 1934 – Linköping, 13 giugno 2021) è stato un matematico svedese.

## Biografia
Conseguì il dottorato di ricerca in Matematica presso l'Università di Stoccolma nel 1968. Nel 1971 divenne professore di matematica (ottimizzazione) presso l'Università di Linköping. Sempre nel medesimo posto fu il capo del Dipartimento di Matematica 1973-1976 e Preside dell'Istituto di tecnologia tra il 1978 e il 1983. Nel 1983-1995 fu rettore dell'Università di Linköping. Ebbe un ruolo di primo piano nello sviluppo della facoltà di medicina (Hälsouniversitet) e nel Campus Norrköping.
Fu figlio dell'ex primo ministro svedese Tage Erlander, del quale pubblicò molti dei diari.

## Premi
- Membro della Royal Swedish Academy of Engineering Sciences, 1983
- Laurea in honoris causa, Università di Danzica, Polonia

## Opere
- Erlander, S.B., Cost-Minimizing Choice Behavior in Transportation Planning, Springer Verlag, 2010.